# Лапшов, Иван Антонович
Иван Антонович Лапшов (1917—1978) — старшина Советской Армии, участник Великой Отечественной войны, Герой Советского Союза (1943).

## Биография
Родился 10 сентября 1917 года в селе Александровка (ныне — Терновский район Воронежской области). После окончания начальной школы работал в колхозе. В 1938 году переехал в Москву, где работал автослесарем. В 1939 году Лапшов был призван на службу в Рабоче-крестьянскую Красную Армию.
С июня 1941 года — на фронтах Великой Отечественной войны. В боях два раза был ранен и контужен. 16 октября 1941 года, был в составе боевого дежурства, и одним из первых оповестил о нападении немецких войск на части 52-й армии во время Тихвинской оборонительной операции.
К январю 1943 года сержант И. Лапшов был старшиной роты 342-го стрелкового полка 136-й стрелковой дивизии 67-й армии Ленинградского фронта. Отличился во время прорыва блокады Ленинграда. 12 января 1943 года в районе села Марьино Кировского района Ленинградской области он первым по условному сигналу прыгнул на лед Невы и одним из первых форсировал реку под огнем врага. Огнем из автомата и гранатами сержант уничтожил две огневые точки и более двадцати пяти гитлеровцев. Когда немцы, не выдержав натиска, побежали, Лапшов с пятью бойцами бросился преследовать их и захватил четыре орудия. Фашисты, обнаружив, что их преследует всего лишь шесть человек, начали окружать смельчаков. «Занять круговую оборону. Удержаться во что бы то ни стало! — скомандовал Лапшов. — Скоро подойдут наши».
Три часа отражали храбрецы яростные контратаки врага. Когда подоспела помощь, в районе занятого ими рубежа было обнаружено около сотни убитых гитлеровцев.
С подошедшим подкреплением Лапшов ринулся вперед. Из своего автомата он в упор застрелил трех вражеских офицеров и взял в плен семь солдат. Затем отважный сержант участвовал в ожесточенном двухдневном сражении за Рабочий поселок № 5. В этом бою группа Лапшова уничтожила до сотни гитлеровцев, захватила восемь складов продовольствия, четыреста лошадей, двадцать восемь автомашин и восемь мотоциклов.
Указом Президиума Верховного Совета СССР от 10 февраля 1943 года за «мужество и героизм, проявленные в боях» гвардии сержант Иван Лапшов был удостоен высокого звания Героя Советского Союза с вручением ордена Ленина и медали «Золотая Звезда».
В 1947 году в звании старшины был демобилизован. Проживал и работал в Москве. Скончался 22 апреля 1978 года, похоронен на Химкинском кладбище Москвы.
Жил в пятиэтажке на 5-й улице Октябрьского Поля.
Был также награждён орденом Красной Звезды и рядом медалей.